# Hannya

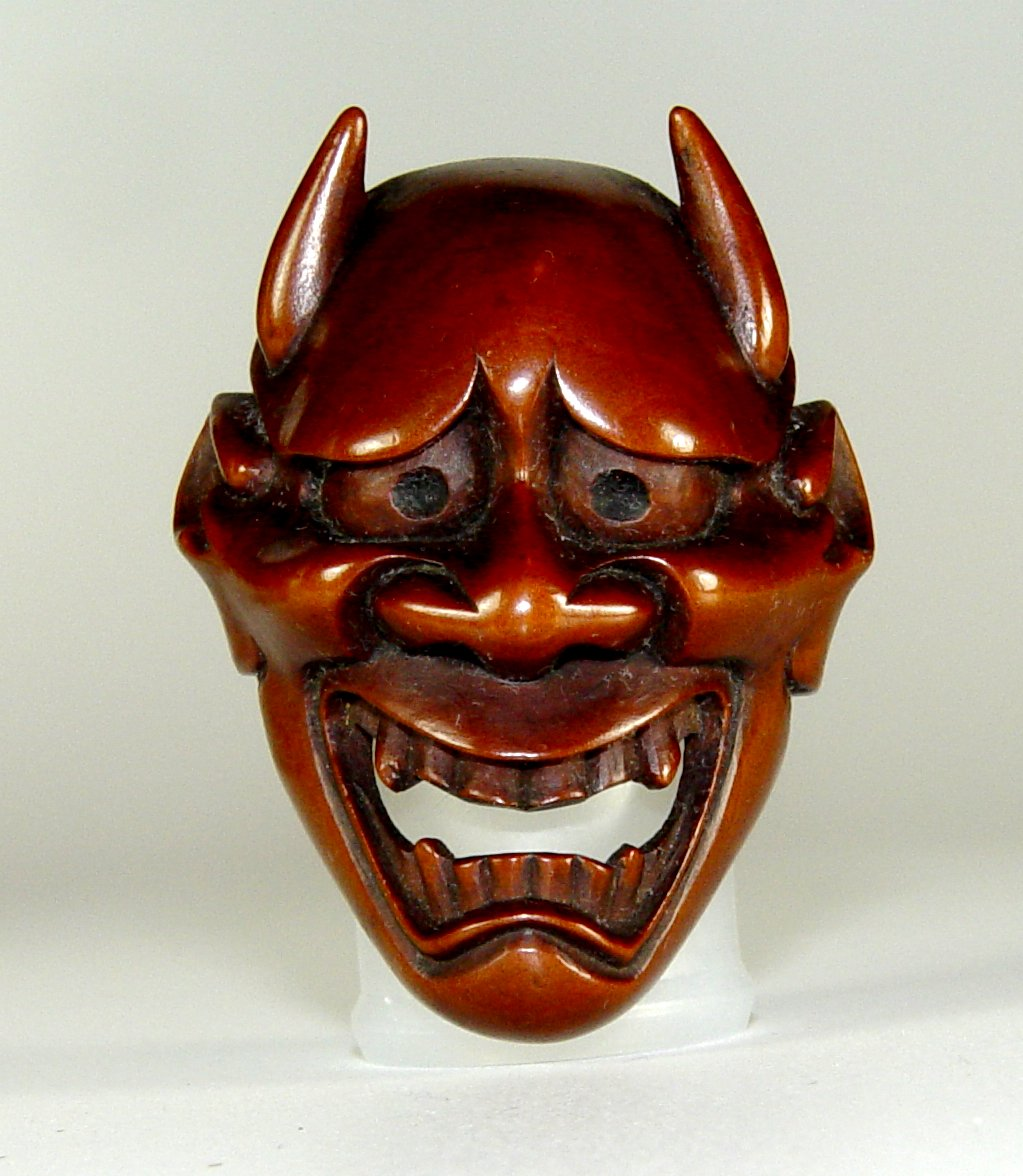
Máscara hannya de forma netsuke del.

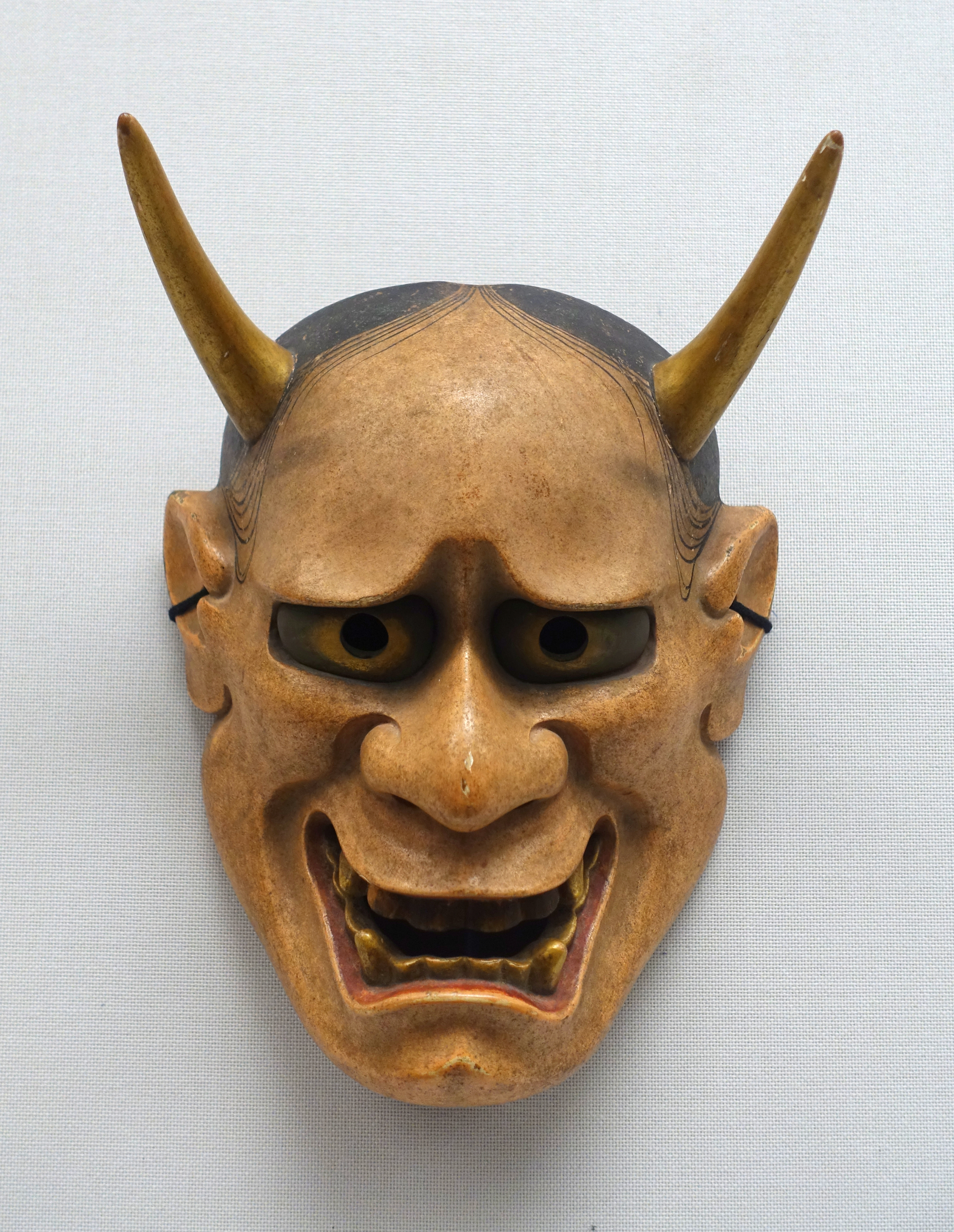
Máscara hannya de madera en el Museo Nacional de Tokio.

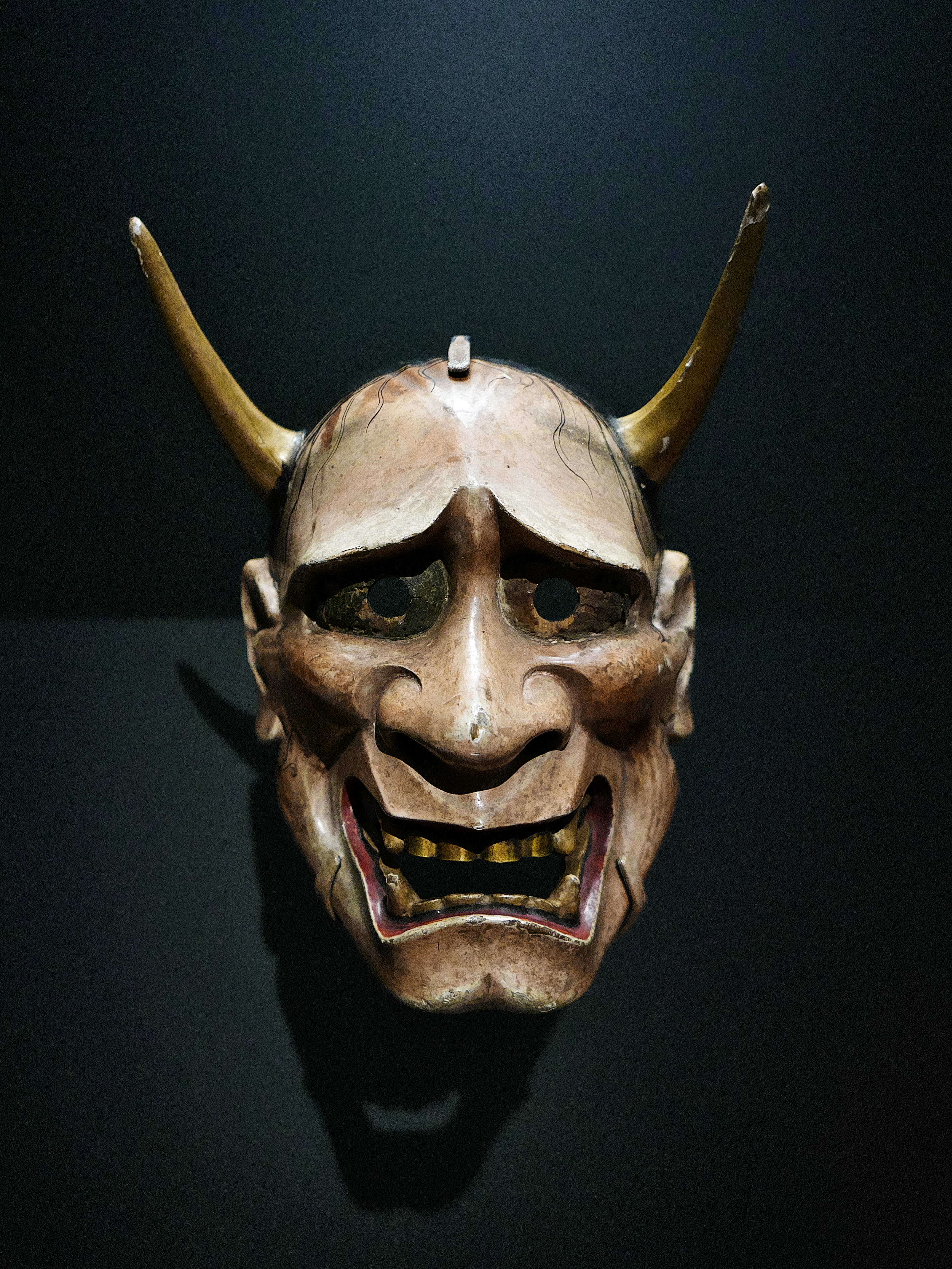
Hannya, Museo Británico

La máscara hannya (般若) es un tipo de máscara utilizada en el teatro japonés nō, que representa a un demonio celoso. Se caracteriza por tener dos cuernos afilados como los de un toro, ojos metálicos y una boca lasciva.

## Etimología
El término «hannya» (般若 Hannya?) es la pronunciación en kanji de «bō rě» (般若), que es la pronunciación india de prajñā (प्रज्ञा), la palabra en sánscrito de «sabiduría». La palabra prajñā se usaba comúnmente en forma de nombre de dharma budista, como Prajñātārā o Prajñāvikrama. Según esto hannya puede referirse a un nombre abreviado de un monje.
Una tradición dice que la máscara lleva el nombre de un monje artista llamado Hannya-bō (般若坊?), de quien se dice que perfeccionó su creación. Una explicación alternativa es que el artista necesitase mucha sabiduría para crear esta máscara.

## Características
La máscara hannya se usa en muchas obras de teatro nō y kyōgen, así como en las danzas kagura de rituales sintoístas. La máscara hannya retrata las almas de las mujeres que se han convertido en demonios debido a la obsesión o los celos, similar al concepto budista de un fantasma hambriento. Las obras en las que una persona puede usar la máscara hannya incluyen «Aoi no Ue» y «Dōjōji»; su uso en estas dos obras, dos de las más famosas del repertorio de nō, y su apariencia distintiva y aterradora las convierten en una de las máscaras de nō más reconocibles.

## En la cultura popular
En la película de terror japonesa de 1964, Onibaba, una mujer mayor usa una máscara hannya después de robársela a un samurái.
El cortometraje experimental japonés de 1975, Ātman, se muestra una figura en un entorno al aire libre, con una túnica y una máscara hannya.
En el juego de móvil Onmyoji, el personaje Hannya es un shikigami que tiene una máscara hannya en la frente y otra en la espalda.
En la saga de videojuegos Yakuza, el personaje Goro Majima tiene un gran tatuaje de un hannya en la espalda. También tiene un alter ego, Hannya-Man, en Yakuza Kiwami, que usa una máscara hannya.
En un caso exclusivo del anime de Detective Conan, una mujer que mató a las personas que llevaron a su hermana al suicidio usó el hannya como motivo de asesinato. La leyenda de hannya también influye en una tradición local que sigue la historia de dos chicas envidiosas que prepararon la ejecución de otra chica, llamada Ohana, para poder robarle varios kimonos, pero terminaron asesinadas por el alma vengativa de Ohana, renaciendo como un demonio inmortal.
En el juego de plataformas Mega Man 7 de 1995, el jefe de la tercera fase de Wily Fortress es HannyaNED², un robot volador con forma de hannya que el Dr. Wily había encontrado congelado en un glaciar y al que juró lealtad tras ser rescatado.
En el videojuego de terror y supervivencia de 1998 llamado Clock Tower II: The Struggle Within, el personaje George Maxwell usa una máscara hannya mientras empuña un hacha grande, lo que implica que cuando se infectó con una bacteria parasitaria y se volvió loco, ocultó su rostro con la máscara.
En 2011 se añadió a Team Fortress 2 un objeto promocional en colaboración Total War: Shogun 2 llamado «Hannya del Canalla».
En el videojuego de Tomb Raider de 2013 se pueden encontrar tres máscaras, pero una de ellas se llama «Máscara hannya» y se encuentra durante las aventuras de Lara Croft en la zona ficticia de Diente de Dragón. Se puede encontrar en el Bosque Costero. Un examen más detenido de la máscara permitirá al jugador ver que esta máscara tiene rastros de pintura blanca en el interior, lo que indica que quien la usó era un noble.
En el videojuego de acción y aventuras de 2022 llamado Ghostwire: Tokyo, los principales antagonistas ocultan sus identidades con máscaras hannya.